# Heleomyzidae
Famille
Les Heleomyzidae sont une famille d'insectes diptères.

## Liste des genres
Selon Catalogue of Life (27 févr. 2013) :
- genre Aberdareleria
- genre Acantholeria
- genre Allophylina
- genre Allophylopsis
- genre Amphidysis
- genre Anastomyza
- genre Aneuria
- genre Anorostoma
- genre Apophoneura
- genre Austroleria
- genre Blaesochaetophora
- genre Borboroides
- genre Borboropsis
- genre Cairnsimyia
- genre Cephodapedon
- genre Cinderella
- genre Desertoleria
- genre Diacia
- genre Dichromya
- genre Dioche
- genre Diplogeomyza
- genre Eccoptomera
- genre Epistomyia
- genre Fenwickia
- genre Gephyromyza
- genre Heleomicra
- genre Heleomyza
- genre Kiboleria
- genre Leriopsis
- genre Lutomyia
- genre Mayomyia
- genre Morpholeria
- genre Musca
- genre Neoleria
- genre Neorhinotora
- genre Neossos
- genre Nephellum
- genre Nidomyia
- genre Notomyza
- genre Oecothea
- genre Oldenbergiella
- genre Ollix
- genre Opomyza
- genre Orbellia
- genre Paraneossos
- genre Paratrixoscelis
- genre Pentachaeta
- genre Philotroctes
- genre Porsenus
- genre Prosopantrum
- genre Pseudoleria
- genre Psiloplagia
- genre Rhinotora
- genre Rhinotoroides
- genre Schroederella
- genre Scoliocentra
- genre Spilochroa
- genre Stuckenbergiella
- genre Suillia
- genre Tapeigaster
- genre Tephrochlaena
- genre Tephrochlamys
- genre Trixoleria
- genre Trixoscelis
- genre Waterhouseia
- genre Xeneura
- genre Zachaetomyia
- genre Zagonia
- genre Zentula
- genre Zinza

## Liste des sous-familles
Selon ITIS (27 févr. 2013) :
- sous-famille Borboropsinae
- sous-famille Heleomyzinae
- sous-famille Heteromyzinae
- sous-famille Rhinotorinae
- sous-famille Trixoscelidinae